# Rio Kaladan
O rio Kaladan
O rio Kaladan (birmanês:  ကုလားတန်မြစ်, também Kysapnadi, Beino, Bawinu e Kolodyne) é um rio de Mianmar e da Índia. Nasce em Mianmar, no estado Chin, a 2564 m  de altitude, e corre para sul levando o nome de Boinu, depois para noroeste, forma uma parte da fronteira entre Mianmar e Índia entre  22° 47′ 10" N (onde o seu afluente Tiau, nele conflui) e 22° 11′ 06" N., entra no estado indiano de Mizorão, vira para sul, entra de novo na Birmânia no estado Chin, atravessa o Arracão, e as cidades de Kyauktaw e Mrauk-U antes de desaguar no golfo de Bengala em Sittwe. 
O seu antigo nome era Kissapanadi.
À data de 2013, o Kaladan era o quinto mais longo rio do mundo que não tinha barragens em toda a sua bacia, acompanhando o rio Fly, o Mamberamo, o Sepik (os três na Nova Guiné) e o Pechora na Rússia.